# جاناتان فریکس
جاناتان اسکات فریکس (انگلیسی: Jonathan Scott Frakes؛ زادهٔ ۱۹ اوت ۱۹۵۲) بازیگر و کارگردان آمریکایی است. او با ایفای نقش فرمانده ویلیام ریکر در مجموعۀ تلویزیونی پیشتازان فضا: نسل بعدی به شهرت رسید و این نقش را در فیلم‌ها و سریال‌های بعدی ادامه داد. همچنین فریکس مجری مجموعۀ آنتولوژی داستان‌های باورنکردنی بود.
فریکس علاوه بر بازیگری، کارگردانی فیلم‌های پیشتازان فضا: اولین برخورد و پیشتازان فضا: شورش را بر عهده داشت. او بیش از ۷۰ قسمت مجموعۀ تلویزیونی شامل مجموعه‌های پیشتازان فضا و اورویل را نیز کارگردانی کرده‌است. او نویسنده رمان ربایندگان: توطئه است.

## فیلم‌شناسی

### به عنوان بازیگر
| فیلم                  | فیلم                       | فیلم                            | فیلم                                      |
| سال                   | عنوان                      | نقش                             | یادداشت                                   |
| --------------------- | -------------------------- | ------------------------------- | ----------------------------------------- |
| ۱۹۹۴                  | کمپ ناکجاآباد              | باب                             |                                           |
| ۱۹۹۴                  | پیشتازان فضا: نسل‌ها        | فرمانده ویلیام تی. ریکر         |                                           |
| ۱۹۹۶                  | پیشتازان فضا: اولین برخورد | فرمانده ویلیام تی. ریکر         |                                           |
| ۱۹۹۸                  | پیشتازان فضا: شورش         | فرمانده ویلیام تی. ریکر         |                                           |
| ۲۰۰۲                  | پیشتازان فضا: نمسیس        | فرمانده/کاپیتان ویلیام تی. ریکر |                                           |
| ۲۰۰۴                  | مرغ افسانه‌ای               | پلیسمن                          |                                           |
| تلویزیون              |                            |                                 |                                           |
| سال                   | عنوان                      | نقش                             | یادداشت                                   |
| ۱۹۷۸                  | فرشتگان چارلی              | برد                             | قسمت: «فرشته ذهن من»                      |
| ۱۹۸۵                  | منطقه نیمه‌روشن             | مرد تنها                        | قسمت: «او می‌تواند تایپ کند؟»              |
| ۱۹۸۷–۱۹۹۴             | پیشتازان فضا: نسل بعدی     | فرمانده ویلیام تی. ریکر         |                                           |
| ۲۰۰۲–۱۹۹۸، ۲۰۲۱–اکنون | داستان‌های باورنکردنی       | خودش                            |                                           |
| ۲۰۰۲                  | فیوچراما                   | خودش                            | قسمت: «جایی که قبلاً هیچ طرفداری نرفته‌است» |
| ۲۰۰۵                  | پیشتازان فضا: انترپرایز    | فرمانده ویلیام تی. ریکر         |                                           |
| ۲۰۰۹، ۲۰۰۵            | فمیلی گای                  | فرمانده ویلیام تی. ریکر/خودش    |                                           |
| ۲۰۱۰                  | ذهن‌های جنایتکار            | دکتر آرتور مالکوم               | قسمت: «دره عجیب»                          |
| ۲۰۱۰                  | ان‌سی‌آی‌اس: لس آنجلس         | دکتر استنفیل                    | قسمت: «بی‌نظمی»                            |
| ۲۰۱۲                  | کسل                        | طرفدار                          | قسمت: «مرز نهایی»                         |
| ۲۰۱۳                  | وقت ماجراجویی              | بزرگسالی فین                    | صداپیشه                                   |

### به عنوان کارگردان
| فیلم      | فیلم                       | فیلم                              |
| سال       | عنوان                      | یادداشت                           |
| --------- | -------------------------- | --------------------------------- |
| ۱۹۹۶      | پیشتازان فضا: اولین برخورد | نامزد–جایزه ساترن بهترین کارگردان |
| ۱۹۹۸      | پیشتازان فضا: شورش         |                                   |
| ۲۰۰۴      | مرغ افسانه‌ای               |                                   |
| تلویزیون  |                            |                                   |
| سال       | عنوان                      | یادداشت                           |
| ۱۹۹۴–۱۹۹۰ | پیشتازان فضا: نسل بعدی     |                                   |
| ۲۰۰۲      | منطقه نیمه‌روشن             |                                   |
| ۲۰۱۳–۲۰۰۹ | کسل                        |                                   |
| ۲۰۱۶–۲۰۱۰ | ان‌سی‌آی‌اس: لس آنجلس         |                                   |
| ۲۰۱۰      | وی                         |                                   |
| ۲۰۱۰      | آدم‌های ناشناس              |                                   |
| ۲۰۱۳–۲۰۱۰ | مهره سوخته                 |                                   |
| ۲۰۱۳      | مأموران شیلد               |                                   |
| ۲۰۱۹–۲۰۱۷ | اورویل                     |                                   |
| ۲۰۱۹      | با استعداد                 |                                   |